# هيرنان حداد
هيرنان حداد (بالإسبانية: Hernán Haddad) هو رامي القرص تشيلي، ولد في 5 أكتوبر 1928، وتوفي في مايو 2012.

## وصلات خارجية
- هيرنان حداد على موقع الاتحاد الدولي لألعاب القوى (الإنجليزية)
- هيرنان حداد على موقع اللجنة الأولمبية الدولية (الإنجليزية)
- هيرنان حداد على موقع أوليمبيديا (الإنجليزية)